# Umbilicaria soralifera
Umbilicaria soralifera är en lavart som först beskrevs av Frey, och fick sitt nu gällande namn av Krog & Swinscow. Umbilicaria soralifera ingår i släktet Umbilicaria och familjen Umbilicariaceae.   Inga underarter finns listade i Catalogue of Life.